# Linfärjan Elvira
Linfärjan Elvira, färja 331, är en av Trafikverket Färjerederiets färjor. Hon byggdes av Holms varv i Råå och levererades 1992 för att sättas in på leden Hamburgsund – Hamburgö. Från 2004 sattes hon in på Stegeborgsleden.